# Казеле (Болоња)
Казеле (итал. Caselle) је насеље у Италији у округу Болоња, региону Емилија-Ромања.
Према процени из 2011. у насељу је живело 535 становника. Насеље се налази на надморској висини од 18 м.